# Asserballe
Asserballe (tyska: Atzerballig) är en tätort i Sønderborgs kommun i Region Syddanmark i Danmark. Tätorten har 261 invånare (2024). Den ligger på ön Als, cirka 12,5 kilometer nordost om Sønderborg.